# Çobanlar, Kırkağaç
Çobanlar là một xã thuộc huyện Kırkağaç, tỉnh Manisa, Thổ Nhĩ Kỳ. Dân số thời điểm năm 2011 là 336 người.